# Copa Paraguay 2018
La Copa Paraguay 2018 fue la primera edición del certamen, que otorgó al campeón, el Club Guaraní, la clasificación en forma directa a la Copa Sudamericana 2019.

## Rondas previas
Fueron disputadas por los equipos de la Primera B, Primera C y los de la Unión del Fútbol del Interior (UFI), para obtener como resultado:
- 7 equipos clasificados a la Fase Nacional, de la UFI
- 7 equipos clasificados a la Fase Nacional, de la Primera B
- 6 equipos clasificados a la Fase Nacional, de la Primera C

## Fase Interdepartamental (UFI)[2]
Los equipos de la Unión del Fútbol del Interior fueron agrupados en Zonas de 2 o 3 equipos, para disputar la fase interdepartamental de clasificación a la Fase Nacional de la Copa.
En las zonas con 3 equipos, en caso de igualdad en puntos entre los 3 se definirá en una tanda de penales. Si persiste la igualdad entre dos equipos se jugara un partido extra entre ambos.
En las zonas con 2 equipos, se recurrirá a un partido extra en cancha neutral.
Entre el 29 de abril y el 13 de junio se enfrentaron a partido único (ida y vuelta en zonas de 2 equipos) y clasificaron los 7 ganadores de zona.
Leyenda:
| Clasificado a la Fase Nacional |
| Eliminado                      |

Zona 1 - Concepción - Amambay - Canindeyú
| Equipo             | Pts. | PJ | PG | PE | PP | GF | GC | Dif. |
| ------------------ | ---- | -- | -- | -- | -- | -- | -- | ---- |
| Independiente      | 6    | 2  | 2  | 0  | 0  | 5  | 1  | +4   |
| Sport Construcción | 3    | 2  | 1  | 0  | 1  | 6  | 4  | +3   |
| 1.º de Mayo        | 0    | 2  | 0  | 0  | 2  | 2  | 8  | -6   |

| Fecha       | Local              | Resultado | Visitante          |
| ----------- | ------------------ | --------- | ------------------ |
| 29 de abril | Sport Construcción | 0-3       | Independiente      |
| 6 de mayo   | 1.º de Mayo        | 1-6       | Sport Construcción |
| 13 de mayo  | Independiente      | 2-1       | 1.º de Mayo        |

Zona 2 - Pte. Hayes - Boquerón - Alto Paraguay
| Equipo        | Pts. | PJ | PG | PE | PP | GF | GC | Dif. |
| ------------- | ---- | -- | -- | -- | -- | -- | -- | ---- |
| Alto Paraguay | 4    | 2  | 1  | 1  | 0  | 5  | 4  | +1   |
| Real Chaco    | 2    | 2  | 0  | 2  | 0  | 4  | 4  | 0    |
| Puerto Elsa   | 1    | 2  | 0  | 1  | 1  | 2  | 3  | -1   |

| Fecha       | Local         | Resultado | Visitante     |
| ----------- | ------------- | --------- | ------------- |
| 29 de abril | Puerto Elsa   | 1-1       | Real Chaco    |
| 27 de mayo  | Alto Paraguay | 2-1       | Puerto Elsa   |
| 13 de junio | Real Chaco    | 3-3       | Alto Paraguay |

Zona 3 - Cordillera - San Pedro
| Equipo     | Pts. | PJ | PG | PE | PP | GF | GC | Dif. |
| ---------- | ---- | -- | -- | -- | -- | -- | -- | ---- |
| 4 de Mayo  | 6    | 3  | 2  | 0  | 1  | 3  | 2  | +1   |
| Cerro Corá | 3    | 3  | 1  | 0  | 2  | 2  | 3  | -1   |

| Fecha       | Local      | Resultado | Visitante  |
| ----------- | ---------- | --------- | ---------- |
| 29 de abril | 4 de Mayo  | 2-0       | Cerro Corá |
| 6 de mayo   | Cerro Corá | 2-0       | 4 de Mayo  |
| 13 de mayo  | 4 de Mayo  | 1-0       | Cerro Corá |

Zona 4 - Guairá - Paraguarí
| Equipo         | Pts. | PJ | PG | PE | PP | GF | GC | Dif. |
| -------------- | ---- | -- | -- | -- | -- | -- | -- | ---- |
| Sud América    | 6    | 3  | 2  | 0  | 1  | 5  | 5  | 0    |
| Sport Capellán | 3    | 3  | 1  | 0  | 2  | 5  | 5  | 0    |

| Fecha       | Local          | Resultado | Visitante      |
| ----------- | -------------- | --------- | -------------- |
| 29 de abril | Sud América    | 0-2       | Sport Capellán |
| 6 de mayo   | Sport Capellán | 2-3       | Sud América    |
| 13 de mayo  | Sport Capellán | 1-2       | Sud América    |

Zona 5 - Alto Paraná - Caaguazú
| Equipo      | Pts. | PJ | PG | PE | PP | GF | GC | Dif. |
| ----------- | ---- | -- | -- | -- | -- | -- | -- | ---- |
| 13 de Junio | 6    | 2  | 2  | 0  | 0  | 13 | 0  | +13  |
| 4 de Agosto | 0    | 2  | 0  | 0  | 2  | 0  | 13 | -13  |

| Fecha       | Local       | Resultado | Visitante   |
| ----------- | ----------- | --------- | ----------- |
| 29 de abril | 13 de Junio | 7-0       | 4 de Agosto |
| 6 de mayo   | 4 de Agosto | 0-6       | 13 de Junio |

Zona 6 - Central - Ñeembucú - Misiones
| Equipo          | Pts. | PJ | PG | PE | PP | GF | GC | Dif. |
| --------------- | ---- | -- | -- | -- | -- | -- | -- | ---- |
| Teniente Fariña | 4    | 2  | 1  | 1  | 0  | 2  | 1  | +1   |
| Capitán Bado    | 2    | 2  | 0  | 2  | 0  | 0  | 0  | 0    |
| 15 de Mayo      | 1    | 2  | 0  | 1  | 1  | 1  | 2  | -1   |

| Fecha       | Local           | Resultado | Visitante       |
| ----------- | --------------- | --------- | --------------- |
| 29 de abril | 15 de Mayo      | 1-2       | Teniente Fariña |
| 6 de mayo   | Capitán Bado    | 0-0       | 15 de Mayo      |
| 13 de mayo  | Teniente Fariña | 0-0       | Capitán Bado    |

Zona 7 - Itapúa / Caazapá
| Equipo     | Pts. | PJ | PG | PE | PP | GF | GC | Dif. |
| ---------- | ---- | -- | -- | -- | -- | -- | -- | ---- |
| Athletic   | 6    | 2  | 2  | 0  | 0  | 7  | 1  | +6   |
| 16 de Mayo | 0    | 2  | 0  | 0  | 2  | 1  | 7  | -6   |

| Fecha       | Local      | Resultado | Visitante  |
| ----------- | ---------- | --------- | ---------- |
| 29 de abril | 16 de Mayo | 1-2       | Athletic   |
| 6 de mayo   | Athletic   | 5-0       | 16 de Mayo |

## Clasificatorios Primera B y Primera C

### Clasificatorio Primera B[3]
El club Sport Colombia que debía participar de esta ronda clasificatoria fue excluido, como en la competencia oficial de la categoría, por problemas dirigenciales.
Clasifican los ganadores de cada grupo más los dos mejores equipos que queden en segundo lugar, para definir a los segundos, al no estar todos los grupos compuestos por la misma cantidad de equipos, se utiliza la regla de Eliminatorias UEFA, donde a los segundos no se les considera el resultado del juego contra el último ubicado en su grupo.
Entre el 12 de abril y el 13 de junio se enfrentaron a partido único y clasificaron los 7 ganadores de zona.
Leyenda:
| Clasificado a la Fase Nacional |
| Eliminado                      |

### Grupo A
| Equipo            | Pts. | PJ | PG | PE | PP | GF | GC | Dif. |
| ----------------- | ---- | -- | -- | -- | -- | -- | -- | ---- |
| Tacuary           | 7    | 3  | 2  | 1  | 0  | 8  | 2  | +6   |
| Capitán Figari    | 6    | 3  | 2  | 0  | 1  | 6  | 7  | -1   |
| Sportivo Ameliano | 4    | 3  | 1  | 1  | 1  | 3  | 4  | -1   |
| 29 de Septiembre  | 0    | 3  | 0  | 0  | 3  | 5  | 9  | -4   |

| Fecha       | Local             | Resultado | Visitante         |
| ----------- | ----------------- | --------- | ----------------- |
| 12 de abril | Tacuary           | 4-2       | 29 de Septiembre  |
| 17 de abril | Sportivo Ameliano | 1-3       | Capitán Figari    |
| 9 de mayo   | Tacuary           | 4-0       | Capitán Figari    |
| 10 de mayo  | 29 de Septiembre  | 1-2       | Sportivo Ameliano |
| 6 de junio  | Tacuary           | 0-0       | Sportivo Ameliano |
| 6 de junio  | 29 de Septiembre  | 2-3       | Capitán Figari    |

### Grupo B
| Equipo           | Pts. | PJ | PG | PE | PP | GF | GC | Dif. |
| ---------------- | ---- | -- | -- | -- | -- | -- | -- | ---- |
| 24 de Septiembre | 7    | 3  | 2  | 1  | 0  | 10 | 4  | +6   |
| Atlántida        | 5    | 3  | 1  | 2  | 0  | 7  | 3  | +4   |
| 3 de Febrero     | 2    | 3  | 0  | 2  | 1  | 2  | 3  | -1   |
| Presidente Hayes | 1    | 3  | 0  | 1  | 2  | 1  | 10 | -9   |

| Fecha       | Local            | Resultado | Visitante        |
| ----------- | ---------------- | --------- | ---------------- |
| 12 de abril | Presidente Hayes | 0-4       | Atlántida        |
| 18 de abril | 3 de Febrero     | 1-2       | 24 de Septiembre |
| 9 de mayo   | Atlántida        | 0-0       | 3 de Febrero     |
| 24 de mayo  | 24 de Septiembre | 5-0       | Presidente Hayes |
| 6 de junio  | 3 de Febrero     | 1-1       | Presidente Hayes |
| 13 de junio | 24 de Septiembre | 3-3       | Atlántida        |

### Grupo C
| Equipo            | Pts. | PJ | PG | PE | PP | GF | GC | Dif. |
| ----------------- | ---- | -- | -- | -- | -- | -- | -- | ---- |
| 12 de Octubre (I) | 6    | 2  | 2  | 0  | 0  | 4  | 2  | +2   |
| Pilcomayo         | 3    | 2  | 1  | 0  | 1  | 3  | 2  | +1   |
| 3 de Noviembre    | 0    | 2  | 0  | 0  | 2  | 1  | 4  | -3   |

| Fecha      | Local             | Resultado | Visitante         |
| ---------- | ----------------- | --------- | ----------------- |
| 2 de mayo  | Pilcomayo         | 1-2       | 12 de Octubre (I) |
| 24 de mayo | 12 de Octubre (I) | 2-1       | 3 de Noviembre    |
| 6 de junio | 3 de Noviembre    | 0-2       | Pilcomayo         |

### Grupo D
| Equipo              | Pts. | PJ | PG | PE | PP | GF | GC | Dif. |
| ------------------- | ---- | -- | -- | -- | -- | -- | -- | ---- |
| Cristóbal Colón     | 4    | 2  | 1  | 1  | 0  | 4  | 1  | +3   |
| Atlético Colegiales | 4    | 2  | 1  | 1  | 0  | 5  | 3  | +2   |
| Olimpia de Itá      | 0    | 2  | 0  | 0  | 2  | 2  | 7  | -5   |

| Fecha       | Local               | Resultado | Visitante           |
| ----------- | ------------------- | --------- | ------------------- |
| 17 de abril | Olimpia de Itá      | 2-4       | Atlético Colegiales |
| 22 de mayo  | Atlético Colegiales | 1-1       | Cristóbal Colón     |
| 12 de junio | Cristóbal Colón     | 3-0       | Olimpia de Itá      |

### Grupo E
| Equipo              | Pts. | PJ | PG | PE | PP | GF | GC | Dif. |
| ------------------- | ---- | -- | -- | -- | -- | -- | -- | ---- |
| Deportivo Recoleta  | 6    | 2  | 2  | 0  | 0  | 3  | 1  | +2   |
| Dr. Benjamín Aceval | 1    | 2  | 0  | 1  | 1  | 2  | 3  | -1   |
| Cristóbal Colón (Ñ) | 1    | 2  | 0  | 1  | 1  | 1  | 2  | -1   |

| Fecha       | Local               | Resultado | Visitante           |
| ----------- | ------------------- | --------- | ------------------- |
| 18 de abril | Cristóbal Colón (Ñ) | 1-1       | Dr. Benjamín Aceval |
| 2 de mayo   | Dr. Benjamín Aceval | 1-2       | Deportivo Recoleta  |
| 12 de junio | Deportivo Recoleta  | 1-0       | Cristóbal Colón (Ñ) |

### Tabla de Segundos
| Equipo              | Grupo | Pts. | PJ | PG | PE | PP | GF | GC | Dif. |
| ------------------- | ----- | ---- | -- | -- | -- | -- | -- | -- | ---- |
| Atlético Colegiales | D     | 4    | 2  | 1  | 1  | 0  | 5  | 2  | +3   |
| Pilcomayo           | C     | 3    | 2  | 1  | 0  | 1  | 3  | 2  | +1   |
| Capitán Figari      | A     | 3    | 2  | 1  | 0  | 1  | 3  | 5  | -2   |
| Atlántida           | B     | 2    | 2  | 0  | 2  | 0  | 3  | 3  | 0    |
| Dr. Benjamín Aceval | E     | 1    | 2  | 0  | 1  | 1  | 2  | 3  | -1   |

Nota: En los grupos con 4 equipos no se tuvo en cuenta el resultado contra el que haya quedado último.

### Clasificatorio Primera C[3]
El Club Cerro Corá que debía participar de esta ronda clasificatoria fue excluido, los juegos en los que debía participar quedaron cancelados, como en la competencia oficial de la categoría, por problemas dirigenciales. Así también, el Club 12 de Octubre de Santo Domingo fue excluido del torneo, [además de otras sanciones a dirigentes, DT y futbolistas,] debido a la inclusión antirreglamentaria [adrede] de 3 futbolistas en el equipo de Santo Domingo, a pesar de que disputó y ganó su partido frente al club Deportivo Humaitá, el Tribunal de Justicia de la APF otorgó los puntos a Humaitá. A la vez, otorgó los puntos al Club Oriental y un marcador en contra de 3-0.
Clasifican los ganadores de cada grupo más los dos mejores equipos que queden en segundo lugar. Entre el 24 de abril y el 8 de junio se enfrentaron a partido único y clasificaron los 6 ganadores de zona.

### Grupo A
| Equipo            | Pts. | PJ | PG | PE | PP | GF | GC | Dif. |
| ----------------- | ---- | -- | -- | -- | -- | -- | -- | ---- |
| Atlético Juventud | 6    | 2  | 2  | 0  | 0  | 5  | 0  | +5   |
| Tembetary         | 1    | 2  | 0  | 1  | 1  | 0  | 1  | -1   |
| Sport Colonial    | 1    | 2  | 0  | 1  | 1  | 0  | 4  | -4   |
| Cerro Corá *      | -    | -  | -  | -  | -  | -  | -  | -    |

| (*): Excluido del Torneo |

| Fecha       | Local             | Resultado | Visitante         |
| ----------- | ----------------- | --------- | ----------------- |
| Cancelado   | Cerro Corá        | -         | Atlético Juventud |
| 24 de abril | Colonial          | 0-0       | Tembetary         |
| 8 de mayo   | Atlético Juventud | 4-0       | Sport Colonial    |
| Cancelado   | Cerro Corá        | -         | Tembetary         |
| Cancelado   | Sport Colonial    | -         | Cerro Corá        |
| 7 de junio  | Tembetary         | 0-1       | Atlético Juventud |

### Grupo B
| Equipo             | Pts. | PJ | PG | PE | PP | GF | GC | Dif. |
| ------------------ | ---- | -- | -- | -- | -- | -- | -- | ---- |
| Gral. B. Caballero | 6    | 2  | 2  | 0  | 0  | 4  | 1  | +3   |
| Deportivo Pinozá   | 3    | 2  | 1  | 0  | 1  | 4  | 5  | -1   |
| Silvio Pettirossi  | 0    | 2  | 0  | 0  | 2  | 2  | 6  | -4   |

| Fecha       | Local              | Resultado | Visitante          |
| ----------- | ------------------ | --------- | ------------------ |
| 24 de abril | Deportivo Pinozá   | 1-3       | Gral. B. Caballero |
| 8 de mayo   | Gral. B. Caballero | 1-0       | Silvio Pettirossi  |
| 5 de junio  | Silvio Pettirossi  | 2-3       | Deportivo Pinozá   |

### Grupo C[9]
| Equipo                | Pts. | PJ | PG | PE | PP | GF | GC | Dif. |
| --------------------- | ---- | -- | -- | -- | -- | -- | -- | ---- |
| Oriental              | 6    | 2  | 2  | 0  | 0  | 4  | 0  | +4   |
| Deportivo Humaitá     | 3    | 2  | 1  | 0  | 1  | 1  | 1  | 0    |
| 12 de Octubre (SD) ** | -    | -  | -  | -  | -  | -  | -  | -    |

| (**): Excluido del Torneo |

| Fecha       | Local              | Resultado | Visitante          |
| ----------- | ------------------ | --------- | ------------------ |
| 25 de abril | 12 de Octubre (SD) | 2-1       | Deportivo Humaitá  |
| 22 de mayo  | Deportivo Humaitá  | 0-1       | Oriental           |
| Cancelado   | Oriental           | -         | 12 de Octubre (SD) |

### Grupo D
| Equipo           | Pts. | PJ | PG | PE | PP | GF | GC | Dif. |
| ---------------- | ---- | -- | -- | -- | -- | -- | -- | ---- |
| Sportivo Limpeño | 4    | 2  | 1  | 1  | 0  | 6  | 4  | +2   |
| 1.º de Marzo     | 3    | 2  | 1  | 0  | 1  | 5  | 5  | 0    |
| Valois Rivarola  | 1    | 2  | 0  | 1  | 1  | 3  | 5  | -2   |

| Fecha       | Local            | Resultado | Visitante        |
| ----------- | ---------------- | --------- | ---------------- |
| 25 de abril | 1.º de Marzo     | 2-4       | Sportivo Limpeño |
| 23 de mayo  | Sportivo Limpeño | 2-2       | Valois Rivarola  |
| 7 de junio  | Valois Rivarola  | 1-3       | 1.º de Marzo     |

### Tabla de Segundos
| Equipo            | Grupo | Pts. | PJ | PG | PE | PP | GF | GC | Dif. |
| ----------------- | ----- | ---- | -- | -- | -- | -- | -- | -- | ---- |
| 1.º de Marzo      | D     | 3    | 2  | 1  | 0  | 1  | 5  | 5  | 0    |
| Deportivo Humaitá | C     | 3    | 2  | 1  | 0  | 1  | 1  | 1  | 0    |
| Deportivo Pinozá  | B     | 3    | 2  | 1  | 0  | 1  | 4  | 5  | -1   |
| Tembetary         | A     | 1    | 2  | 0  | 1  | 1  | 0  | 1  | -1   |

## Participantes
El torneo tiene 48 equipos en su fase nacional: los 12 de la Primera División, los 16 de la Intermedia, 7 de Primera B, 6 de Primera C y 7 de UFI, los cuales se enfrentarán en 24 cruces a eliminación directa.
Los primeros equipos clasificados a la fase nacional provienen de las zonas de clasificación de la UFI, son el Club Athletic de Encarnación que ganó 5 a 0 al Club 16 de Mayo de San Juan Nepomuceno en la revancha por la Zona 7 (ida 2-1). El otro clasificado es el Club 13 de Junio de Alto Paraná que ganó goleando en sus dos partidos(ida 7-0) por la Zona 5, concluyendo en un contundente 13 a 0 al Club 4 de Agosto de José Domingo Ocampos.
El tercer equipo clasificado a la fase final de la primera edición del Torneo es el equipo de General B. Caballero de Campo Grande, de la ciudad de Luque, que avanzó al superar al Deportivo Pinozá y Silvio Pettirossi., equipos de la Primera División C, cuarta división del Fútbol Paraguayo.
El domingo 13 de mayo se definieron 4 de las 5 vacancias restantes correspondientes a la UFI. Independiente de Pedro Juan Caballero aseguró su participación en el torneo nacional tras vencer 2 a 1 al 1.º de Mayo de Yby Ya'u por la Zona 1. En la Zona 3, el 4 de Mayo de Capiibary, sorprendió al Cerro Cora de Emboscada al derrotarlo por la mínima diferencia en el partido extra entre ambos sellando así su clasificación. Otro equipo que logró avanzar a la fase nacional de la competición es el Club Sud América de Paraguari, que también en un partido extra doblegó al Sport Capellán de Guairá por 1 a 0. El ganador de la Zona 5 es el Teniente Fariña de Guarambare que con 5 puntos producto de una victoria y dos empates aseguró el ticket a la siguiente fase de la Copa, completando así 35 equipos confirmados para las 48 plazas disponibles.
El equipo número 36 en anotar su nombre a la Fase Nacional es el Club Oriental, que venció a Humaitá por 1 a 0 por la segunda fecha del grupo c, del clasificatorio de la Primera C el 22 de mayo, quedándose con el grupo y la clasificación. Al día siguiente, el Sportivo Limpeño, también de la C, empató su partido con Valois Rivarola por la segunda fecha del grupo D, y de esta forma logró su clasificación, aguardando la disputa de la tercera jornada para definir si entra como ganador del grupo o mejor segundo. El 24 de mayo, por el clasificatorio de la Primera B se jugaron dos partidos, con el ganador de cada uno, logrando su clasificación a la Fase Nacional, el 12 de Octubre de Itauguá venció al 3 de Noviembre por 2 a 1 ganado el grupo C y el 24 de Septiembre de Valle Pucú, Areguá aplastó al Pdte. Hayes por 5 a 0, a falta de definir su lugar final en el grupo B.
El 6 de junio, se jugaron varios encuentros definitorios por la Primera B, entre ellos los dos del grupo A que determinaron la clasificación de Tacuary como ganador del grupo, y de Colegiales que liderando temporalmente el grupo D, a falta de completarse el mismo y gracias a una combinación de resultados también accedió a la Fase Nacional.
El clasificatorio de la Primera C prosiguió el jueves 7 de junio con los partidos entre Juventud vs Tembetary y Valois Rivarola vs 1.º de Marzo, en primer turno el cuadro de Loma Pyta triunfó por la mínima diferencia ganando el Grupo A y asegurando su participación en la Fase Nacional, ese resultado también clasificó a Humaitá como uno de los mejores segundos. Más tarde por el Grupo D, el 1.º de Marzo derrotó al conjunto militar por 3 a 1, consiguiendo la diferencia de goles suficiente para avanzar de fase, este resultado además confirmó a Limpeño como ganador del grupo, cerrando así la etapa previa de la categoría y confirmando a sus 6 equipos participantes.
El martes 12 de junio, se llevó a cabo una jornada doble en el estadio Martin Torres donde Cristóbal Colón FBC de J. Augusto Saldivar avanzó tras vencer a Olimpia de Itá a primera hora y en segundo turno el Deportivo Recoleta, también sello su inscripción en la Fase Nacional al derrotar al Cristóbal Colón de Ñemby. Tras el primer juego también se confirmó que Colegiales quedaría como uno de los mejores segundos.
El 13 de Junio se completó la ronda clasificatoria de la Primera B con el encuentro desarrollado en el estadio Roque Battilana entre el 24 de Septiembre aregüeño y el Atlántida de Barrio Obrero, donde de ganar el cuadro capitalino, hubiera quedado primero del Grupo B y clasificado de forma directa, sin embargo, tras ir ganado por 3 goles de ventaja, sobre el final del encuentro es igualado por el "24" que de esta forma ganó el grupo ayudando además al Pilcomayo FBC de Mariano Roque Alonso a ingresar como otro de los mejores segundos y sumarse así ambos a los 45 equipos clasificados hasta entonces.
Finalmente, ese mismo día en la ciudad de Filadelfia, capital del Departamento de Boquerón y tras múltiples postergaciones debido a carencias viales o inclemencias climáticas, el Deportivo Alto Paraguay de Fuerte Olimpo de visita ante el Real Chaco local, lograba su clasificación mediante un empate a 3 goles (con un penal al minuto 92 bastante criticado por los locales), luego de haber ganado en casa al Sportivo Puerto Elsa en la jornada anterior, sumando 4 puntos y ganando así la ZONA 2 de la Fase Clasificatoria de la UFI y completando los 48 equipos para la Fase Nacional.

### Equipos clasificados a la Fase Nacional
| División                     | Equipo | Vía de clasificación |
| ---------------------------- | --- | --- |
| Primera División 12 cupos    | Atl. 3 de Febrero Cerro Porteño Deportivo Capiatá Deportivo Santaní General Díaz Guaraní Independiente (CG) Libertad Nacional Olimpia Sol de América Sportivo Luqueño                                                                                                | Clasificados de manera automática a la Fase Nacional |
| División Intermedia 16 cupos | Sportivo 2 de Mayo R.I. 3 Corrales Deportivo Caaguazú Deportivo Liberación Fernando de la Mora Fulgencio Yegros General Caballero ZC Guaireña FC Martín Ledesma Ovetense FC Resistencia River Plate Rubio Ñu Sportivo Iteño Sportivo San Lorenzo Sportivo Trinidense | Clasificados de manera automática a la Fase Nacional |
| Primera División B 7 cupos   | Tacuary 24 de Septiembre 12 de Octubre(I) Cristóbal Colón (JAS) Deportivo Recoleta Atl. Colegiales Pilcomayo | Ganador del Grupo A de la fase clasificatoria Ganador del Grupo B de la fase clasificatoria Ganador del Grupo C de la fase clasificatoria Ganador del Grupo D de la fase clasificatoria Ganador del Grupo E de la fase clasificatoria 1.º Mejor Segundo 2.º Mejor Segundo                                                                                            |
| Primera División C 6 cupos   | Atl. Juventud Gral. B. Caballero CG Oriental Sportivo Limpeño Humaitá FBC 1.º de Marzo | Ganador del Grupo A de la fase clasificatoria Ganador del Grupo B de la fase clasificatoria Ganador del Grupo C de la fase clasificatoria Ganador del Grupo D de la fase clasificatoria 1.º Mejor Segundo 2.º Mejor Segundo |
| UFI 7 cupos                  | Independiente FBC (PJC) Dpvo. Alto Paraguay (F. Olimpo) 4 de Mayo (Capiibary) Sud América (Paraguarí) Atl. 13 de Junio (Ciudad del Este) Teniente Fariña (Guarambaré) Athletic Club (Encarnación)                                                                    | Ganador de la Zona 1 de la fase interdepartamental Ganador de la Zona 2 de la fase interdepartamental Ganador de la Zona 3 de la fase interdepartamental Ganador de la Zona 4 de la fase interdepartamental Ganador de la Zona 5 de la fase interdepartamental Ganador de la Zona 6 de la fase interdepartamental Ganador de la Zona 7 de la fase interdepartamental |

### Distribución geográfica
Escala asuncena
Escala departamental
Resaltan en anaranjado las ciudades que conforman el Gran Asunción.
Escala nacional
| Distrito capital/Departamento | Cantidad | Equipos |
| ----------------------------- | -------- | --- |
| Asunción                      | 16       | Cerro Porteño, Guaraní, Independiente (CG), Libertad, Nacional, Olimpia, Fernando de la Mora, General Caballero ZC, Resistencia, River Plate, Rubio Ñu, Sportivo Trinidense, Oriental, Tacuary, Atl. Juventud, Dpvo. Recoleta.                                                                                       |
| Departamento Central          | 18       | Deportivo Capiatá, General Díaz, Sol de América, Sportivo Luqueño, Fulgencio Yegros, Martin Ledesma, Sportivo Iteño, Sportivo San Lorenzo, Gral. B. Caballero CG, Teniente Fariña, Sportivo Limpeño, 12 de Octubre(I), 24 de Septiembre,Atl. Colegiales, Humaitá FBC, 1.º de Marzo, Cristóbal Colón(JAS), Pilcomayo. |
| Departamento de Alto Paraná   | 3        | Atl. 3 de Febrero, R.I. 3 Corrales, Atl. 13 de Junio. |
| Departamento de San Pedro     | 3        | Deportivo Santaní, Deportivo Liberación, 4 de Mayo. |
| Departamento de Amambay       | 2        | Sportivo 2 de Mayo, Independiente FBC (PJC). |
| Departamento de Caaguazú      | 2        | Deportivo Caaguazú, Ovetense FC. |
| Departamento de Guairá        | 1        | Guaireña FC. |
| Departamento de Itapúa        | 1        | Athletic Club. |
| Departamento de Paraguari     | 1        | Sud América. |
| Departamento de Alto Paraguay | 1        | Deportivo Alto Paraguay. |

## Calendario y Formato
Las rondas clasificatorias se iniciaron con las competiciones entre los equipos de Primera B el día 12 de abril en el Estadio Arsenio Erico con dos juegos. La Primera C entró en acción el día 24 de abril en el Hugo Bogado Vaceque del General Caballero de Zeballos Cué. Las clasificatorias Interdepartamentales de los equipos de la UFI se iniciaron el 29 de abril ya conocidos los representantes de cada departamento.
Las rondas clasificatorias dieron inicio el 12 de abril y finalizaron el 13 de junio.

### Fase Nacional[25]
La Fase Nacional inició a finales del mes de julio. El desarrollo del torneo es similar al de la Copa Sudamericana, y el ganador accederá a una plaza directa para la edición 2019 del certamen continental como Paraguay 4. Si el campeón ya hubiera accedido a una de las copas internacionales por otro medio, el cupo de la Copa Paraguay será otorgado al segundo, y si este también ya está clasificado se otorgará al tercero, y de ocurrir lo mismo, la plaza será otorgada al equipo ubicado en el octavo lugar de la tabla acumulada de Primera División.
Leyenda:
| Clasificado a la Fase Nacional |
| Eliminado                      |

#### Primera Fase
Arrancó el 24 de julio y finalizó el 5 de septiembre. Se enfrentaron los 48 equipos clasificados en 24 cruces de 2 equipos, en un solo partido de eliminación directa, en cancha neutral, avanzó el ganador de cada cruce y en caso de igualdad la llave pertinente fue definida vía penales. Para determinar los cruces se realizó un sorteo el 29 de junio de 2018, donde los 12 clubes de Primera División (denominados equipos 1 al 12) y 12 de la División Intermedia, (13 al 24), estuvieron en la llave A y los 4 restantes equipos de Intermedia junto a los clasificados de las rondas previas (25 al 48) fueron colocados en la llave B, enfrentándose los equipos de la primera llave con los de la segunda. A Cerro Porteño y a Olimpia se los denominó 1 o 2 según se sorteó, esto fue así para evitar que se enfrenten en las primeras rondas.
| Primera Fase            | Primera Fase   | Primera Fase          | Primera Fase         | Primera Fase    | Primera Fase | Primera Fase |
| Equipo B                | Resultado      | Equipo A              | Estadio              | Día             | Hora         | Llave        |
| ----------------------- | -------------- | --------------------- | -------------------- | --------------- | ------------ | ------------ |
| Cristóbal Colón (J.A.S) | 1-3            | Cerro Porteño         | Erico Galeano        | 24 de julio     | 19:15        | E13          |
| Athletic F.B.C.         | 1-2            | R.I. 3 Corrales       | Bosque del Decano    | 25 de julio     | 14:45        | E20          |
| 24 de Septiembre VP     | 0-2            | Olimpia               | Defensores del Chaco | 25 de julio     | 19:30        | E1           |
| Fernando de la Mora     | 2-0            | Sportivo Iteño        | Luis Alfonso Giagni  | 26 de julio     | 16:45        | E12          |
| Deportivo Recoleta      | 0-4            | Sportivo Luqueño      | Luis Alfonso Giagni  | 26 de julio     | 19:15        | E11          |
| Humaitá F.B.C.          | 0-4            | General Caballero ZC  | General Adrián Jara  | 31 de julio     | 16:45        | E22          |
| Sud América             | 0-1            | Libertad              | General Adrián Jara  | 31 de julio     | 19:15        | E7           |
| 4 de Mayo               | 3-4            | Resistencia S.C.      | Juan José Vázquez    | 2 de agosto     | 16:45        | E6           |
| Gral. Martín Ledesma    | 0-0 (3-4 pen.) | Deportivo Santaní     | Juan José Vázquez    | 2 de agosto     | 19:15        | E15          |
| Sportivo Trinidense     | 0-0 (4-2 pen.) | Guaireña F.C.         | Parque del Guairá    | 7 de agosto     | 14:45        | E2           |
| Sportivo Limpeño        | 0-0 (2-4 pen.) | Sportivo San Lorenzo  | La Arboleda          | 7 de agosto     | 16:45        | E16          |
| Tacuary                 | 1-1 (4-5 pen.) | Guaraní               | La Arboleda          | 7 de agosto     | 19:15        | E23          |
| Oriental                | 0-0 (3-5 pen.) | Rubio Ñu              | Arsenio Erico        | 21 de agosto    | 19:15        | E8           |
| River Plate             | 4-0            | Independiente         | General Adrián Jara  | 22 de agosto    | 19:15        | E17          |
| Independiente F.B.C.    | 1-2            | Deportivo Caaguazú    | Río Parapití         | 23 de agosto    | 16:45        | E24          |
| Atlético Colegiales     | 1-3            | Sportivo 2 de Mayo    | Río Parapití         | 23 de agosto    | 19:15        | E14          |
| General B. Caballero CG | 0-3            | Atlético 3 de Febrero | Antonio Aranda       | 28 de agosto    | 16:45        | E9           |
| Atlético 13 de Junio    | 1-1 (3-4 pen.) | Nacional              | Antonio Aranda       | 28 de agosto    | 19:15        | E3           |
| 1º de Marzo             | 0-2            | General Díaz          | Ricardo Gregor       | 29 de agosto    | 19:15        | E5           |
| Deportivo Alto Paraguay | 0-7            | Deportivo Liberación  | Atanacio Villagra    | 30 de agosto    | 14:45        | E4           |
| Atlético Juventud       | 4-3            | Fulgencio Yegros      | La Arboleda          | 4 de septiembre | 16:45        | E18          |
| Pilcomayo F.B.C.        | 0-2            | Sol de América        | La Arboleda          | 4 de septiembre | 19:15        | E19          |
| 12 de Octubre (I)       | 0-2            | Ovetense FC           | Ovetenses Unidos     | 5 de septiembre | 14:45        | E10          |
| Teniente Fariña         | 1-3            | Deportivo Capiatá     | Arsenio Erico        | 5 de septiembre | 19:15        | E21          |

#### Segunda Fase
Arrancó el 25 de septiembre y finalizó el 4 de octubre. Los 24 equipos provenientes de la Primera Fase se agruparon en 12 cruces de 2 equipos, a eliminación directa y pasaron a la siguiente ronda los 12 ganadores más los 4 equipos que lograron mejor ubicación entre los perdedores sumando los resultados estadísticos de las dos primeras fases. En caso de empates se recurrió a penales.
La suspensión de los juegos previstos para el día 26 de septiembre en el Adrián Jara provocó la reacción de los dirigentes del Olimpia, que manifestaron la posibilidad de retirarse de la competición.
| Segunda Fase          | Segunda Fase   | Segunda Fase         | Segunda Fase        | Segunda Fase     | Segunda Fase | Segunda Fase |
| Local                 | Resultado      | Visitante            | Estadio             | Día              | Hora         | Llave        |
| --------------------- | -------------- | -------------------- | ------------------- | ---------------- | ------------ | ------------ |
| Sportivo Luqueño      | 5-3            | Fernando de la Mora  | Ricardo Gregor      | 25 de septiembre | 16:45        | O6           |
| Libertad              | 3-0            | Rubio Ñu             | Ricardo Gregor      | 25 de septiembre | 19:15        | O4           |
| Deportivo Santaní     | 2-0            | Sportivo San Lorenzo | Juan José Vázquez   | 26 de septiembre | 16:00        | O8           |
| General Díaz          | 0-0 (6-5 pen.) | Resistencia S.C.     | Luis Alfonso Giagni | 27 de septiembre | 16:45        | O3           |
| Atlético 3 de Febrero | 1-0            | Ovetense FC          | Antonio Aranda      | 27 de septiembre | 19:15        | O5           |
| Guaraní               | 2-0            | Deportivo Caaguazú   | Parque del Guairá   | 2 de octubre     | 15:00        | O12          |
| Sol de América        | 3-1            | R.I. 3 Corrales      | La Arboleda         | 2 de octubre     | 19:15        | O10          |
| Nacional              | 3-2            | Deportivo Liberación | Juan José Vázquez   | 3 de octubre     | 16:00        | O2           |
| Olimpia               | 1-1 (2-4 pen.) | Sportivo Trinidense  | General Adrián Jara | 3 de octubre     | 18:00        | O1           |
| Cerro Porteño         | 4-2            | Sportivo 2 de Mayo   | Río Parapiti        | 3 de octubre     | 20:10        | O7           |
| River Plate           | 5-0            | Atlético Juventud    | Erico Galeano       | 4 de octubre     | 16:45        | O9           |
| Deportivo Capiatá     | 2-0            | General Caballero ZC | Erico Galeano       | 4 de octubre     | 19:15        | O11          |

#### Clasificación
| Tabla de Perdedores  | Tabla de Perdedores | Tabla de Perdedores | Tabla de Perdedores | Tabla de Perdedores | Tabla de Perdedores | Tabla de Perdedores | Tabla de Perdedores | Tabla de Perdedores |
| Equipo               | Pts.                | PJ                  | PG                  | PE                  | PP                  | GF                  | GC                  | DG                  |
| -------------------- | ------------------- | ------------------- | ------------------- | ------------------- | ------------------- | ------------------- | ------------------- | ------------------- |
| Olimpia              | 4                   | 2                   | 1                   | 1                   | 0                   | 3                   | 1                   | 2                   |
| Resistencia S.C.     | 4                   | 2                   | 1                   | 1                   | 0                   | 4                   | 3                   | 1                   |
| Deportivo Liberación | 3                   | 2                   | 1                   | 0                   | 1                   | 9                   | 3                   | 6                   |
| General Caballero ZC | 3                   | 2                   | 1                   | 0                   | 1                   | 4                   | 2                   | 2                   |
| Ovetense FC          | 3                   | 2                   | 1                   | 0                   | 1                   | 2                   | 1                   | 1                   |
| Fernando de la Mora  | 3                   | 2                   | 1                   | 0                   | 1                   | 5                   | 5                   | 0                   |
| Sportivo 2 de Mayo   | 3                   | 2                   | 1                   | 0                   | 1                   | 5                   | 5                   | 0                   |
| R.I. 3 Corrales      | 3                   | 2                   | 1                   | 0                   | 1                   | 3                   | 4                   | -1                  |
| Deportivo Caaguazú   | 3                   | 2                   | 1                   | 0                   | 1                   | 2                   | 3                   | -1                  |
| Atlético Juventud    | 3                   | 2                   | 1                   | 0                   | 1                   | 4                   | 8                   | -4                  |
| Sportivo San Lorenzo | 1                   | 2                   | 0                   | 1                   | 1                   | 0                   | 2                   | -2                  |
| Rubio Ñu             | 1                   | 2                   | 0                   | 1                   | 1                   | 0                   | 3                   | -3                  |

### Fase final
|  | Octavos de final                              | Octavos de final                        |                                         |       | Cuartos de final             | Cuartos de final             |                                           |                                           | Semifinales | Semifinales |  |  | Final | Final |
|  |                                               |                                         |                                         |       |                              |                              |                                           |                                           |             |             |  |  |       |       |
|  | 37 - 31 de octubre – Parque del Guairá        |                                         |                                         |       |                              |                              |                                           |                                           |             |             |  |  |       |       |
|  |                                               |                                         |                                         |       |                              |                              |                                           |                                           |             |             |  |  |       |       |
|  | Atlético 3 de Febrero                         | 0 (4)                                   |                                         |       |                              |                              |                                           |                                           |             |             |  |  |       |       |
|  | Atlético 3 de Febrero                         | 0 (4)                                   | 45 - 9 de noviembre – Ricardo Gregor    |       |                              |                              |                                           |                                           |             |             |  |  |       |       |
|  | Sportivo Luqueño (p.)                         | 0 (5)                                   |                                         |       |                              |                              |                                           |                                           |             |             |  |  |       |       |
|  | Sportivo Luqueño (p.)                         | 0 (5)                                   | Sportivo Luqueño                        | 1     |                              |                              |                                           |                                           |             |             |  |  |       |       |
|  | 38 - 24 de octubre – Arsenio Erico            |                                         | Sportivo Luqueño                        | 1     |                              |                              |                                           |                                           |             |             |  |  |       |       |
|  |                                               | Sportivo Trinidense                     | 0                                       |       |                              |                              |                                           |                                           |             |             |  |  |       |       |
|  | Nacional                                      | Sportivo Trinidense                     | 0                                       | 1 (3) |                              |                              |                                           |                                           |             |             |  |  |       |       |
|  | Nacional                                      |                                         | 49 - 20 de noviembre – Luis Salinas     | 1 (3) |                              |                              |                                           |                                           |             |             |  |  |       |       |
|  | Sportivo Trinidense (p.)                      | 1 (5)                                   |                                         |       |                              |                              |                                           |                                           |             |             |  |  |       |       |
|  | Sportivo Trinidense (p.)                      | 1 (5)                                   | Sportivo Luqueño                        | 1     |                              |                              |                                           |                                           |             |             |  |  |       |       |
|  | 39 - 24 de octubre – Luis Salinas             |                                         | Sportivo Luqueño                        | 1     |                              |                              |                                           |                                           |             |             |  |  |       |       |
|  |                                               | Olimpia                                 | 3                                       |       |                              |                              |                                           |                                           |             |             |  |  |       |       |
|  | General Díaz                                  | Olimpia                                 | 3                                       | 1     |                              |                              |                                           |                                           |             |             |  |  |       |       |
|  | General Díaz                                  | 46 - 7 de noviembre – Erico Galeano     |                                         | 1     |                              |                              |                                           |                                           |             |             |  |  |       |       |
|  | Olimpia                                       | 2                                       |                                         |       |                              |                              |                                           |                                           |             |             |  |  |       |       |
|  | Olimpia                                       | 2                                       | Olimpia                                 | 1     |                              |                              |                                           |                                           |             |             |  |  |       |       |
|  | 40 - 25 de octubre – Rogelio Silvino Livieres |                                         | Olimpia                                 | 1     |                              |                              |                                           |                                           |             |             |  |  |       |       |
|  |                                               | Libertad                                | 0                                       |       |                              |                              |                                           |                                           |             |             |  |  |       |       |
|  | Libertad                                      | Libertad                                | 0                                       | 5     |                              |                              |                                           |                                           |             |             |  |  |       |       |
|  | Libertad                                      |                                         | 52 - 5 de diciembre – Río Parapití      | 5     |                              |                              |                                           |                                           |             |             |  |  |       |       |
|  | General Caballero ZC                          | 0                                       |                                         |       |                              |                              |                                           |                                           |             |             |  |  |       |       |
|  | General Caballero ZC                          | 0                                       | Olimpia                                 | 2 (3) |                              |                              |                                           |                                           |             |             |  |  |       |       |
|  | 41 - 23 de octubre – Arsenio Erico            |                                         | Olimpia                                 | 2 (3) |                              |                              |                                           |                                           |             |             |  |  |       |       |
|  |                                               | Guaraní (p.)                            | 2 (5)                                   |       |                              |                              |                                           |                                           |             |             |  |  |       |       |
|  | Guaraní                                       | Guaraní (p.)                            | 2 (5)                                   | 1     |                              |                              |                                           |                                           |             |             |  |  |       |       |
|  | Guaraní                                       | 47 - 8 de noviembre – Luis Salinas      |                                         | 1     |                              |                              |                                           |                                           |             |             |  |  |       |       |
|  | Deportivo Capiatá                             | 0                                       |                                         |       |                              |                              |                                           |                                           |             |             |  |  |       |       |
|  | Deportivo Capiatá                             | 0                                       | Guaraní                                 | 3     |                              |                              |                                           |                                           |             |             |  |  |       |       |
|  | 42 - 24 de octubre – Luis Alfonso Giagni      |                                         | Guaraní                                 | 3     |                              |                              |                                           |                                           |             |             |  |  |       |       |
|  |                                               | Cerro Porteño                           | 0                                       |       |                              |                              |                                           |                                           |             |             |  |  |       |       |
|  | Cerro Porteño                                 | Cerro Porteño                           | 0                                       | 1     |                              |                              |                                           |                                           |             |             |  |  |       |       |
|  | Cerro Porteño                                 |                                         | 50 - 20 de noviembre – Erico Galeano    | 1     |                              |                              |                                           |                                           |             |             |  |  |       |       |
|  | River Plate                                   | 0                                       |                                         |       |                              |                              |                                           |                                           |             |             |  |  |       |       |
|  | River Plate                                   | 0                                       | Guaraní (p.)                            | 1 (5) |                              |                              |                                           |                                           |             |             |  |  |       |       |
|  | 43 - 25 de octubre – Atanacio Villagra        |                                         | Guaraní (p.)                            | 1 (5) |                              |                              |                                           |                                           |             |             |  |  |       |       |
|  |                                               | Resistencia S.C.                        | 1 (4)                                   |       | Partido por el tercer puesto | Partido por el tercer puesto |                                           |                                           |             |             |  |  |       |       |
|  | Deportivo Liberación                          | Resistencia S.C.                        | 1 (4)                                   | 0     | Partido por el tercer puesto | Partido por el tercer puesto |                                           |                                           |             |             |  |  |       |       |
|  | Deportivo Liberación                          | 48 - 7 de noviembre – Parque del Guairá | 48 - 7 de noviembre – Parque del Guairá | 0     |                              |                              | 51 - 4 de diciembre – Luis Alfonso Giagni | 51 - 4 de diciembre – Luis Alfonso Giagni |             |             |  |  |       |       |
|  | Resistencia S.C.                              | 48 - 7 de noviembre – Parque del Guairá | 48 - 7 de noviembre – Parque del Guairá | 2     |                              |                              | 51 - 4 de diciembre – Luis Alfonso Giagni | 51 - 4 de diciembre – Luis Alfonso Giagni |             |             |  |  |       |       |
|  | Resistencia S.C.                              | Resistencia S.C. (p.)                   | 0 (5)                                   | 2     | Sportivo Luqueño             | 2                            |                                           |                                           |             |             |  |  |       |       |
|  | 44 - 31 de octubre – Ricardo Gregor           | Resistencia S.C. (p.)                   | 0 (5)                                   |       | Sportivo Luqueño             | 2                            |                                           |                                           |             |             |  |  |       |       |
|  |                                               | Sol de América                          | 0 (4)                                   |       | Resistencia S.C.             | 0                            |                                           |                                           |             |             |  |  |       |       |
|  | Sol de América                                | Sol de América                          | 0 (4)                                   | 2     | Resistencia S.C.             | 0                            |                                           |                                           |             |             |  |  |       |       |
|  | Sol de América                                |                                         |                                         | 2     |                              |                              |                                           |                                           |             |             |  |  |       |       |
|  | Deportivo Santaní                             | 0                                       |                                         |       |                              |                              |                                           |                                           |             |             |  |  |       |       |
|  | Deportivo Santaní                             | 0                                       |                                         |       |                              |                              |                                           |                                           |             |             |  |  |       |       |

##### Cuadro de sorteo para Octavos de final
| Bolillero A | Bolillero A           |
| Llave       | Equipo                |
| ----------- | --------------------- |
| O1          | Sportivo Trinidense   |
| O2          | Nacional              |
| O3          | General Díaz          |
| O4          | Libertad              |
| O5          | Atlético 3 de Febrero |
| O6          | Sportivo Luqueño      |
| MP1         | Olimpia               |
| MP4         | General Caballero ZC  |

| Bolillero B | Bolillero B          |
| Llave       | Equipo               |
| ----------- | -------------------- |
| O7          | Cerro Porteño        |
| O8          | Deportivo Santaní    |
| O9          | River Plate          |
| O10         | Sol de América       |
| O11         | Deportivo Capiatá    |
| O12         | Guaraní              |
| MP2         | Resistencia S.C.     |
| MP3         | Deportivo Liberación |

#### Octavos de final
Arrancó el 25 de octubre y finalizó el 31 de octubre. Agrupados en 8 llaves, de los 16 equipos que provenían de la segunda fase se eliminaron los 8 perdedores, mientras los vencedores avanzaron a cuartos de final, en caso de empates se recurrió a penales. Los enfrentamientos se definieron por sorteo el 10 de octubre; los clasificados de la Segunda Fase fueron agrupados de acuerdo a sus llaves en dos bolilleros, el "A" con los equipos ganadores de las llaves O1 a O6, el primer (MP1) y el cuarto mejor perdedor (MP4), y el "B", con los ganadores de las llaves O7 a O12, además de, el segundo (MP2) y tercer mejor perdedor (MP3).
| Octavos de final      | Octavos de final | Octavos de final     | Octavos de final         | Octavos de final | Octavos de final | Octavos de final |
| Local                 | Resultado        | Visitante            | Estadio                  | Día              | Hora             | Llave            |
| --------------------- | ---------------- | -------------------- | ------------------------ | ---------------- | ---------------- | ---------------- |
| Guaraní               | 1-0              | Deportivo Capiatá    | Arsenio Erico            | 23 de octubre    | 19:15            | 41               |
| Nacional              | 1-1 (3-5 pen.)   | Sportivo Trinidense  | Arsenio Erico            | 24 de octubre    | 16:00            | 38               |
| General Díaz          | 1-2              | Olimpia              | Luis Salinas             | 24 de octubre    | 16:00            | 39               |
| Cerro Porteño         | 1-0              | River Plate          | Luis Alfonso Giagni      | 24 de octubre    | 19:15            | 42               |
| Deportivo Liberación  | 0-2              | Resistencia S.C.     | Atanacio Villagra        | 25 de octubre    | 16:00            | 43               |
| Libertad              | 5-0              | General Caballero ZC | Rogelio Silvino Livieres | 25 de octubre    | 19:15            | 40               |
| Atlético 3 de Febrero | 0-0 (4-5 pen.)   | Sportivo Luqueño     | Parque del Guairá        | 31 de octubre    | 16:00            | 37               |
| Sol de América        | 2-0              | Deportivo Santaní    | Ricardo Gregor           | 31 de octubre    | 19:15            | 44               |

#### Cuartos de final
Arrancó el 7 de noviembre y finalizó el 9 de noviembre. Los 8 equipos provenientes de la fase anterior se agruparon en 4 llaves. Avanzaron a semifinales los 4 ganadores; en caso de empates se recurrió a penales.
| Cuartos de final | Cuartos de final | Cuartos de final    | Cuartos de final  | Cuartos de final | Cuartos de final | Cuartos de final |
| Local            | Resultado        | Visitante           | Estadio           | Día              | Hora             | Llave            |
| ---------------- | ---------------- | ------------------- | ----------------- | ---------------- | ---------------- | ---------------- |
| Resistencia S.C. | 0-0 (5-4 pen.)   | Sol de América      | Parque del Guairá | 7 de noviembre   | 16:00            | 48               |
| Olimpia          | 1-0              | Libertad            | Erico Galeano     | 7 de noviembre   | 19:15            | 46               |
| Guaraní          | 3-0              | Cerro Porteño       | Luis Salinas      | 8 de noviembre   | 19:15            | 47               |
| Sportivo Luqueño | 1-0              | Sportivo Trinidense | Ricardo Gregor    | 9 de noviembre   | 19:15            | 45               |

#### Semifinales
Los 4 equipos que avanzaron se enfrentaron en dos llaves. Los ganadores accedieron a la Final, en caso de empates se recurrió a penales. Ambos partidos se jugaron el 20 de noviembre.
| Semifinales      | Semifinales    | Semifinales      | Semifinales   | Semifinales     | Semifinales | Semifinales |
| Local            | Resultado      | Visitante        | Estadio       | Día             | Hora        | #           |
| ---------------- | -------------- | ---------------- | ------------- | --------------- | ----------- | ----------- |
| Sportivo Luqueño | 1-3            | Olimpia          | Luis Salinas  | 20 de noviembre | 17:45       | 49          |
| Guaraní          | 1-1 (5-4 pen.) | Resistencia S.C. | Erico Galeano | 20 de noviembre | 20:15       | 50          |

#### Tercer puesto
Los dos equipos que resultaron perdedores de los juegos de semifinales, se enfrentaron para decidir el tercer y cuarto puesto del certamen. En principio, este partido no estaba contemplado en el reglamento y programación del torneo, pero el martes 6 de noviembre la organización decidió agregarlo en la reunión técnica con los participantes de los cuartos de final, ya que podía haber sido decisivo para determinar la clasificación a Copa Sudamericana 2019. El partido se jugó el 4 de diciembre.
| Tercer y cuarto puesto | Tercer y cuarto puesto | Tercer y cuarto puesto | Tercer y cuarto puesto | Tercer y cuarto puesto | Tercer y cuarto puesto | Tercer y cuarto puesto |
| Local                  | Resultado              | Visitante              | Estadio                | Día                    | Hora                   | #                      |
| ---------------------- | ---------------------- | ---------------------- | ---------------------- | ---------------------- | ---------------------- | ---------------------- |
| Sportivo Luqueño       | 2-0                    | Resistencia S.C.       | Luis Alfonso Giagni    | 4 de diciembre         | 17:30                  | 51                     |

### Final
Los dos mejores equipos del certamen decidieron al campeón en un solo partido; al existir empate en el tiempo reglamentario, se recurrió a penales. El partido se jugó el 5 de diciembre.
| Final   | Final          | Final     | Final        | Final          | Final | Final |
| Local   | Resultado      | Visitante | Estadio      | Día            | Hora  | #     |
| ------- | -------------- | --------- | ------------ | -------------- | ----- | ----- |
| Olimpia | 2-2 (3-5 pen.) | Guaraní   | Río Parapití | 5 de diciembre | 19:15 | 52    |

Ficha del partido
| 12         | POR        | Alfredo Aguilar         |     |
| 20         | DEF        | Sergio Otálvaro         |     |
| 3          | DEF        | Juan Gabriel Patiño     |     |
| 5          | DEF        | Jorge Enrique Arias     |     |
| 11         | DEF        | Iván Torres             |     |
| 14         | MED        | Fernando Cardozo        | 65' |
| 27         | MED        | José Leguizamón         |     |
| 21         | MED        | Hugo Quintana           |     |
| 22         | MED        | Hugo Fernández Martínez | 46' |
| 15         | DEL        | Jorge Ortega            | 82' |
| 24         | DEL        | Roque Santa Cruz        |     |
| Entrenador | Entrenador | Daniel Garnero          |     |

| 1          | POR        | Víctor Centurión     |     |
| 17         | DEF        | Luis De La Cruz      |     |
| 2          | DEF        | Robert Rojas         |     |
| 3          | DEF        | Ismael Benegas       |     |
| 13         | DEF        | Guillermo Benítez    | 79' |
| 6          | MED        | Jorge Mendoza        |     |
| 27         | MED        | Ramón Martínez López |     |
| 8          | MED        | Jorge Morel          | 59' |
| 20         | DEL        | Pablo Velázquez      |     |
| 28         | DEL        | Rodrigo Bogarín      | 59' |
| 22         | DEL        | Rodney Redes         |     |
| Entrenador | Entrenador | Gustavo Florentín    |     |

| 1  | POR | Librado Daniel Azcona   |     |
| 4  | DEF | Darío Verón             | 82' |
| 26 | MED | Richard Sánchez         | 65' |
| 34 | DEL | Leonardo Martín Sánchez |     |
| 23 | MED | Julián Benítez          |     |
| 10 | MED | William Mendieta        | 46' |
| 7  | DEL | Néstor Camacho          |     |

| 12 | POR | Ignacio Don      |     |
| 15 | DEF | Andrés Imperiale |     |
| 10 | MED | Alberto Contrera |     |
| 34 | MED | Gabriel Esparza  | 59' |
| 7  | MED | Rodolfo Gamarra  | 59' |
| 24 | DEL | Antonio Marín    |     |
| 11 | DEL | Epifanio García  | 79' |

| Anotado | 32' | Fernando Cardozo | 1-0 |
| Anotado | 56' | Roque Santa Cruz | 2-1 |

| Anotado | 33' | Pablo Velázquez | 1-1 |
| Anotado | 88' | Gabriel Esparza | 2-2 |

| Amonestado | 25'  | Jorge Enrique Arias |
| Amonestado | 42'  | José Leguizamón     |
| Amonestado | 90'+ | Iván Torres         |
| Amonestado | 90'+ | William Mendieta    |

| Amonestado | 46' | Jorge Morel       |
| Amonestado | 46' | Guillermo Benítez |

|                  |                           | 0:1 | Acierto de penal | Víctor Centurión |
| Juan Patiño      | Acierto de penal          | 1:1 |                  |                  |
|                  |                           | 1:2 | Acierto de penal | Epifanio García  |
| Roque Santa Cruz | Fallo de penal (desviado) | 1:2 |                  |                  |
|                  |                           | 1:3 | Acierto de penal | Luis De La Cruz  |
| Richard Sánchez  | Acierto de penal          | 2:3 |                  |                  |
|                  |                           | 2:4 | Acierto de penal | Pablo Velázquez  |
| José Leguizamón  | Acierto de penal          | 3:4 |                  |                  |
|                  |                           | 3:5 | Acierto de penal | Rodolfo Gamarra  |

| Árbitro             | Julio Quintana      |
| Árbitros asistentes | Marcos Velázquez    |
| Árbitros asistentes | José Villagra       |
| Cuarto árbitro      | Mario Díaz de Vivar |

| 12         | POR        | Alfredo Aguilar         |     |
| 20         | DEF        | Sergio Otálvaro         |     |
| 3          | DEF        | Juan Gabriel Patiño     |     |
| 5          | DEF        | Jorge Enrique Arias     |     |
| 11         | DEF        | Iván Torres             |     |
| 14         | MED        | Fernando Cardozo        | 65' |
| 27         | MED        | José Leguizamón         |     |
| 21         | MED        | Hugo Quintana           |     |
| 22         | MED        | Hugo Fernández Martínez | 46' |
| 15         | DEL        | Jorge Ortega            | 82' |
| 24         | DEL        | Roque Santa Cruz        |     |
| Entrenador | Entrenador | Daniel Garnero          |     |

| 1          | POR        | Víctor Centurión     |     |
| 17         | DEF        | Luis De La Cruz      |     |
| 2          | DEF        | Robert Rojas         |     |
| 3          | DEF        | Ismael Benegas       |     |
| 13         | DEF        | Guillermo Benítez    | 79' |
| 6          | MED        | Jorge Mendoza        |     |
| 27         | MED        | Ramón Martínez López |     |
| 8          | MED        | Jorge Morel          | 59' |
| 20         | DEL        | Pablo Velázquez      |     |
| 28         | DEL        | Rodrigo Bogarín      | 59' |
| 22         | DEL        | Rodney Redes         |     |
| Entrenador | Entrenador | Gustavo Florentín    |     |

| 1  | POR | Librado Daniel Azcona   |     |
| 4  | DEF | Darío Verón             | 82' |
| 26 | MED | Richard Sánchez         | 65' |
| 34 | DEL | Leonardo Martín Sánchez |     |
| 23 | MED | Julián Benítez          |     |
| 10 | MED | William Mendieta        | 46' |
| 7  | DEL | Néstor Camacho          |     |

| 12 | POR | Ignacio Don      |     |
| 15 | DEF | Andrés Imperiale |     |
| 10 | MED | Alberto Contrera |     |
| 34 | MED | Gabriel Esparza  | 59' |
| 7  | MED | Rodolfo Gamarra  | 59' |
| 24 | DEL | Antonio Marín    |     |
| 11 | DEL | Epifanio García  | 79' |

| Anotado | 32' | Fernando Cardozo | 1-0 |
| Anotado | 56' | Roque Santa Cruz | 2-1 |

| Anotado | 33' | Pablo Velázquez | 1-1 |
| Anotado | 88' | Gabriel Esparza | 2-2 |

| Amonestado | 25'  | Jorge Enrique Arias |
| Amonestado | 42'  | José Leguizamón     |
| Amonestado | 90'+ | Iván Torres         |
| Amonestado | 90'+ | William Mendieta    |

| Amonestado | 46' | Jorge Morel       |
| Amonestado | 46' | Guillermo Benítez |

|                  |                           | 0:1 | Acierto de penal | Víctor Centurión |
| Juan Patiño      | Acierto de penal          | 1:1 |                  |                  |
|                  |                           | 1:2 | Acierto de penal | Epifanio García  |
| Roque Santa Cruz | Fallo de penal (desviado) | 1:2 |                  |                  |
|                  |                           | 1:3 | Acierto de penal | Luis De La Cruz  |
| Richard Sánchez  | Acierto de penal          | 2:3 |                  |                  |
|                  |                           | 2:4 | Acierto de penal | Pablo Velázquez  |
| José Leguizamón  | Acierto de penal          | 3:4 |                  |                  |
|                  |                           | 3:5 | Acierto de penal | Rodolfo Gamarra  |

| Árbitro             | Julio Quintana      |
| Árbitros asistentes | Marcos Velázquez    |
| Árbitros asistentes | José Villagra       |
| Cuarto árbitro      | Mario Díaz de Vivar |

## Campeón
|                    |
| Guaraní 1.° título |

## Estadísticas de jugadores
- Actualizado el 6 de diciembre de 2018.

### Máximos goleadores
| País                | Jugador           | Equipo            | Goles | Penal |
| ------------------- | ----------------- | ----------------- | ----- | ----- |
| Bandera de Paraguay | Roque Santa Cruz  | Olimpia           | 4     | 0     |
| Bandera de Paraguay | Fredy Bareiro     | Sportivo Luqueño  | 4     | 1     |
| Bandera de Paraguay | Carlos Brítos     | Atlético Juventud | 3     | 0     |
| Bandera de Paraguay | Ariel Schwartzman | River Plate       | 3     | 0     |
| Bandera de Paraguay | Blas Armoa        | Sportivo Luqueño  | 3     | 0     |

### Anotaciones destacadas
Listado de tripletas o hat-tricks (3), póker de goles (4) y manitas (5) anotados por un jugador en un mismo encuentro.
| Fecha                    | Jugador       | Goles | Equipo            | Resultado | Rival               | Fase    |
| ------------------------ | ------------- | ----- | ----------------- | --------- | ------------------- | ------- |
| 4 de septiembre de 2018  | Carlos Brítos | 3     | Atlético Juventud | 4-3       | Fulgencio Yegros    | Primera |
| 26 de septiembre de 2018 | Blas Armoa    | 3     | Sportivo Luqueño  | 5-3       | Fernando de la Mora | Segunda |

### Autogoles
| Fecha                   | Jugador         | Goles | Equipo   | Resultado      | Rival                | Fase        |
| ----------------------- | --------------- | ----- | -------- | -------------- | -------------------- | ----------- |
| 7 de agosto de 2018     | Lucas Passerini | 1     | Guaraní  | 1-1 (5-4 pen.) | Tacuary              | Primera     |
| 3 de octubre de 2018    | Juan Franco     | 1     | Nacional | 3-2            | Deportivo Liberación | Segunda     |
| 20 de noviembre de 2018 | Luis de la Cruz | 1     | Guaraní  | 1-1 (5-4 pen.) | Resistencia S.C.     | Semifinales |